# John Boyd Orr
John Boyd Orr, también conocido como Sir John Boyd Orr (Kilmaurs, Escocia, 23 de septiembre de 1880-Glasgow, Escocia, 25 de junio de 1971), fue un biólogo y político escocés que fue galardonado con el Premio Nobel de la Paz en 1949 por sus estudios en el campo de la nutrición.

## Estudios
Inició los estudios de Arte en la Universidad de Glasgow, donde posteriormente ejerció de profesor durante tres años. Posteriormente retornó a la universidad para estudiar medicina y biología; se especializó en nutrición y llegó a ser director de nutrición del Instituto de Aberdeen.

## Trabajos en nutrición
Durante la Primera Guerra Mundial sirvió como médico militar en la Marina británica, primero activamente y posteriormente en la realización de las dietas para los soldados. En 1913 le encargaron la puesta en marcha de un nuevo centro de investigación sobre nutrición en la Universidad de Aberdeen, con un capital modesto. Tuvo que buscar financiación y construir el edificio en partes ampliables pero al cabo de varios años y, una vez pasada la I Guerra Mundial, con la donación del rico hombre de negocios John Quiller Rowett, que se había enriquecido durante la guerra y parecía tener ciertos remordimientos por ello, más otra parte aquivalente donada por el Gobierno con unas ciertas condiciones, consiguió poner en marcha el centro ampliado con el nombre de Instituto de Investigación Rowett que fue inaugurado por la reina consorte María, esposa de Jorge V, en 1922.
Orr, como rector de la Universidad de Glasgow, fue escogido miembro del Parlamento británico como independiente en representación de la entonces existente circunscripción de las Universidades de Escocia, en las elecciones de abril de 1945, aunque rechazó al escaño el año siguiente.
Después de la Segunda Guerra Mundial Orr renunció a su trabajo en el Rowett Institute para convertirse en el primer director de la Organización para la Alimentación y la Agricultura (FAO), la organización dependiente de las Naciones Unidas, donde realizó planes para mejorar la producción de alimentos, así como su reparto igualitario por todo el planeta. Estos planes sin embargo no consiguieron el apoyo necesario del Reino Unido y los Estados Unidos. Resignado por la incomprensión de su plan, renunció a su trabajo en la FAO y más tarde comenzó a dirigir empresas y consiguió reunir una gran fortuna como inversor en bolsa de valores. 
En 1949 fue galardonado con el Premio Nobel de la Paz por su investigación científica en el campo de la nutrición y su trabajo con la “Organización para la Alimentación y la Agricultura” (FAO) de las Naciones Unidas. Orr, gracias a su fortuna, donó la totalidad del premio a diversas organizaciones pacifistas.
Orr murió el 25 de junio de 1971 en su casa, en la ciudad de Glasgow.
- Datos: Q315143
- Multimedia: John Boyd Orr, 1st Baron Boyd-Orr / Q315143